# Acantholimon hystrix
Acantholimon hystrix är en triftväxtart som beskrevs av Otto Stapf. Acantholimon hystrix ingår i släktet Acantholimon och familjen triftväxter. Inga underarter finns listade i Catalogue of Life.